# Olympische Sommerspiele 1976/Leichtathletik – 5000 m (Männer)
Der 5000-Meter-Lauf der Männer bei den Olympischen Spielen 1976 in Montreal wurde am 28. und 30. Juli 1976 im Olympiastadion Montreal ausgetragen. 35 Athleten nahmen teil.
Es gewann der finnische Olympiasieger von 1972 Lasse Virén. Der Neuseeländer Dick Quax gewann die Silbermedaille, die Bronzemedaille ging an Klaus-Peter Hildenbrand aus der Bundesrepublik Deutschland.
Neben dem Medaillengewinner Hildenbrand ging für die Bundesrepublik Deutschland auch Detlef Uhlemann an den Start, der im Finale Platz zehn erreichte.

Der Schweizer Markus Ryffel schied in der Vorrunde aus.

Läufer aus der DDR, Österreich und Liechtenstein nahmen nicht teil.

## Rekorde

### Bestehende Rekorde

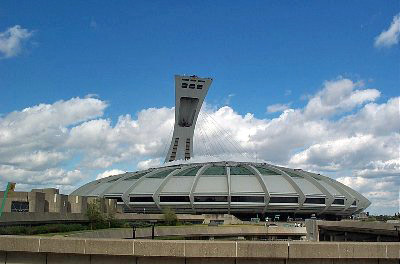
Das Olympiastadion in Montreal

| Weltrekord         | 13:13,0 min  | Emiel Puttemans ( Belgien) | Brüssel, Belgien                  | 20. September 1972 |
| Olympischer Rekord | 13:26,42 min | Lasse Virén ( Finnland)    | Finale OS München, BR Deutschland | 10. September 1972 |

### Rekordverbesserung
Im dritten Vorlauf am 28. Juli verbesserte der spätere britische Olympiafünfte Brendan Foster den bestehenden olympischen Rekord um 6,08 Sekunden auf 13:20,34 min. Den Weltrekord verfehlte er dabei um 7,34 s.

## Durchführung des Wettbewerbs
Die Athleten traten am 28. Juli zu drei Vorläufen an. Die jeweils vier Laufbesten – hellblau unterlegt – und die nachfolgend zwei Zeitschnellsten – hellgrün unterlegt – erreichten das Finale am 30. Juli.

## Zeitplan
28. Juli, 15:40 Uhr: Vorläufe

30. Juli, 17:50 Uhr: Finale
Anmerkung:
Alle Zeiten sind in Ortszeit Montreal (UTC−5) angegeben.

## Vorrunde
Datum: 28. Juli 1976, ab 15:40 Uhr

### Vorlauf 1

Eddie Leddy (hier mit Nr 154 bei einem Hindernislauf der Europameisterschaften 1974) schied als Elfter des ersten Vorlaufs aus
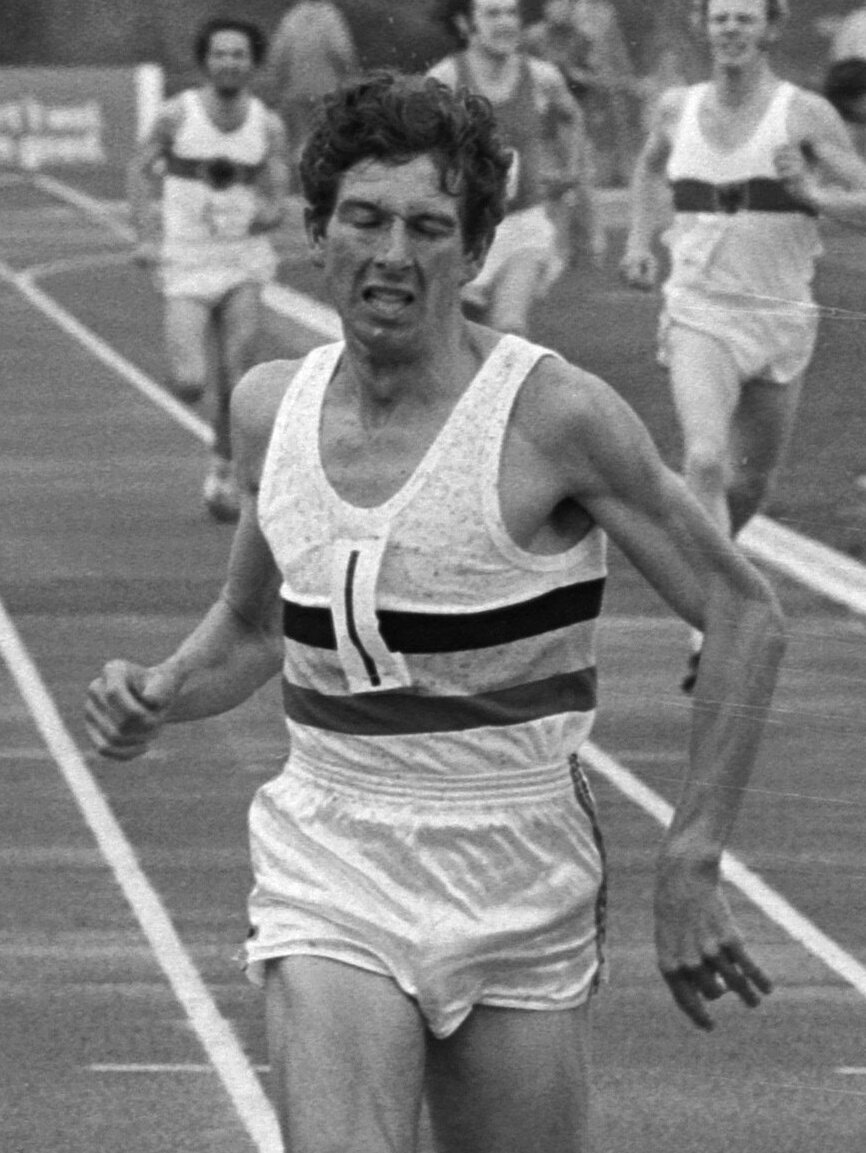
Emiel Puttemans erreichte im ersten Vorlaufs nicht das Ziel

| Platz | Name               | Nation         | Zeit         |
| ----- | ------------------ | -------------- | ------------ |
| 1     | Dick Quax          | Neuseeland     | 13:30,85 min |
| 2     | Paul Geis          | USA            | 13:32,36 min |
| 3     | Boris Kusnezow     | Sowjetunion    | 13:32,78 min |
| 4     | Lasse Virén        | Finnland       | 13:33,39 min |
| 5     | Jean-Marie Conrath | Frankreich     | 13:34,39 min |
| 6     | Luis Hernández     | Mexiko         | 13:36,42 min |
| 7     | Ilie Floroiu       | Rumänien       | 13:37,09 min |
| 8     | Toshiaki Kamata    | Japan          | 13:38,22 min |
| 9     | Dave Black         | Großbritannien | 13:39,37 min |
| 10    | Edmundo Warnke     | Chile          | 13:39,69 min |
| 11    | Eddie Leddy        | Irland         | 13:40,54 min |
| 12    | Fernando Cerrada   | Spanien        | 13:43,89 min |
| 13    | Dieudonné LaMothe  | Haiti          | 18:50,07 min |
| DNF   | Emiel Puttemans    | Belgien        |              |

### Vorlauf 2
| Platz | Name                    | Nation          | Zeit         |
| ----- | ----------------------- | --------------- | ------------ |
| 1     | Willy Polleunis         | Belgien         | 13:45,24 min |
| 2     | Pekka Päivärinta        | Finnland        | 13:45,77 min |
| 3     | Klaus-Peter Hildenbrand | BR Deutschland  | 13:45,85 min |
| 4     | Ian Stewart             | Belgien         | 3:38,32 min  |
| 5     | Rodolfo Gómez           | Mexiko          | 13:46,23 min |
| 6     | Grant McLaren           | Kanada          | 13:46,40 min |
| 7     | Duncan MacDonald        | USA             | 13:47,14 min |
| 8     | Domingo Tibaduiza       | Kolumbien       | 13:49,49 min |
| 9     | Venanzio Ortis          | Italien         | 13:52,40 min |
| 10    | Hossein Rabbi           | Iran            | 14:47,12 min |
| 11    | John Kokinai            | Papua-Neuguinea | 14:58,33 min |
| DNS   | Knut Børø               | Norwegen        |              |
| DNS   | David Fitzsimons        | Australien      |              |
| DNS   | Carlos Lopes            | Portugal        |              |

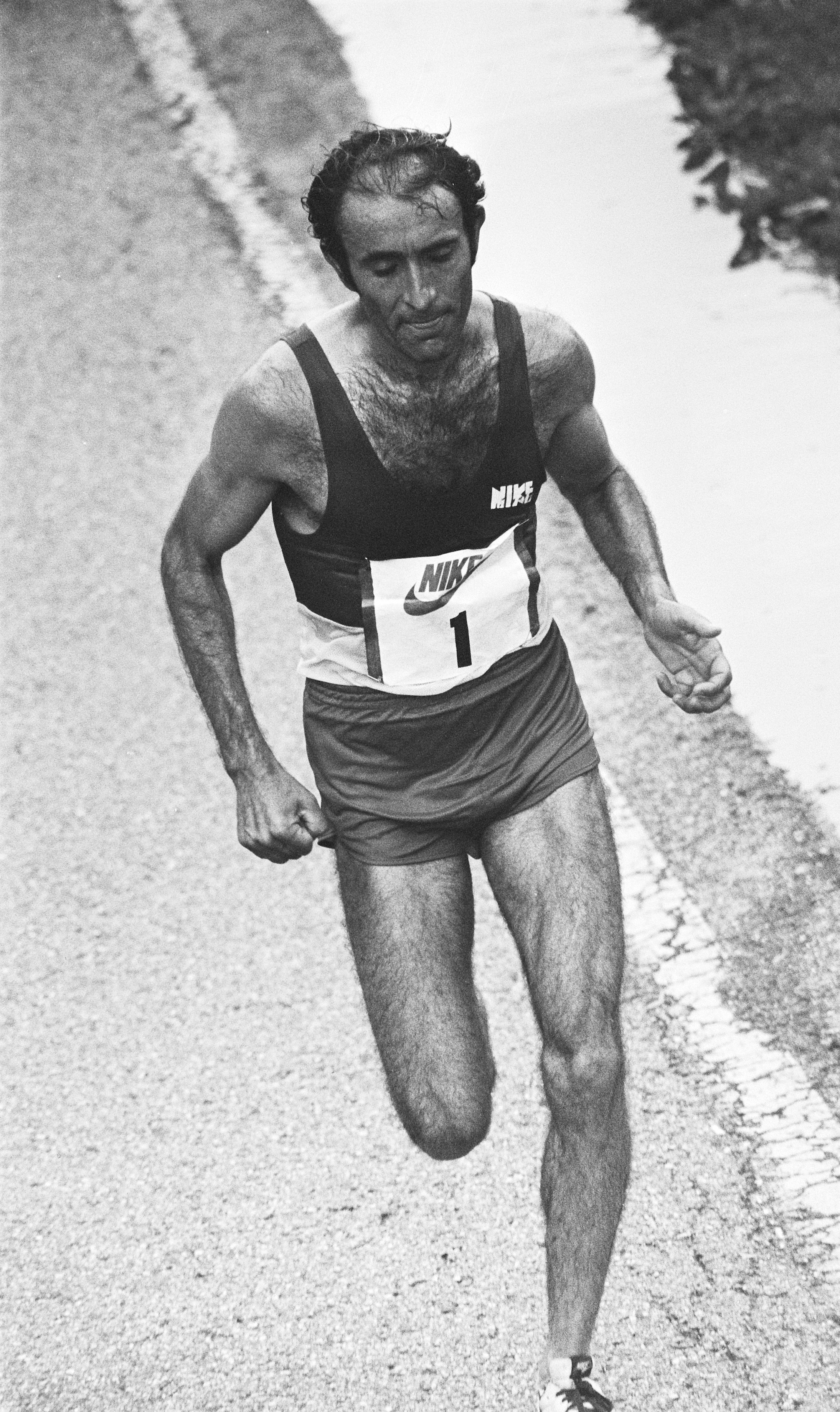
Rodolfo Gómez – ausgeschieden als Fünfter des zweiten Vorlaufs

Willy Polleunis und Klaus-Peter Hildenbrand wurden gleich nach dem Lauf wegen einer angeblichen Behinderung des Kanadiers Grant McLaren disqualifiziert. Die betroffenen Mannschaftsleitungen aus Belgien und der Bundesrepublik Deutschland legten Beschwerde ein, der stattgegeben wurde. Polleunis wurde wieder als Vorlaufsieger und Hildenbrand als Drittplatzierter gewertet.

### Vorlauf 3

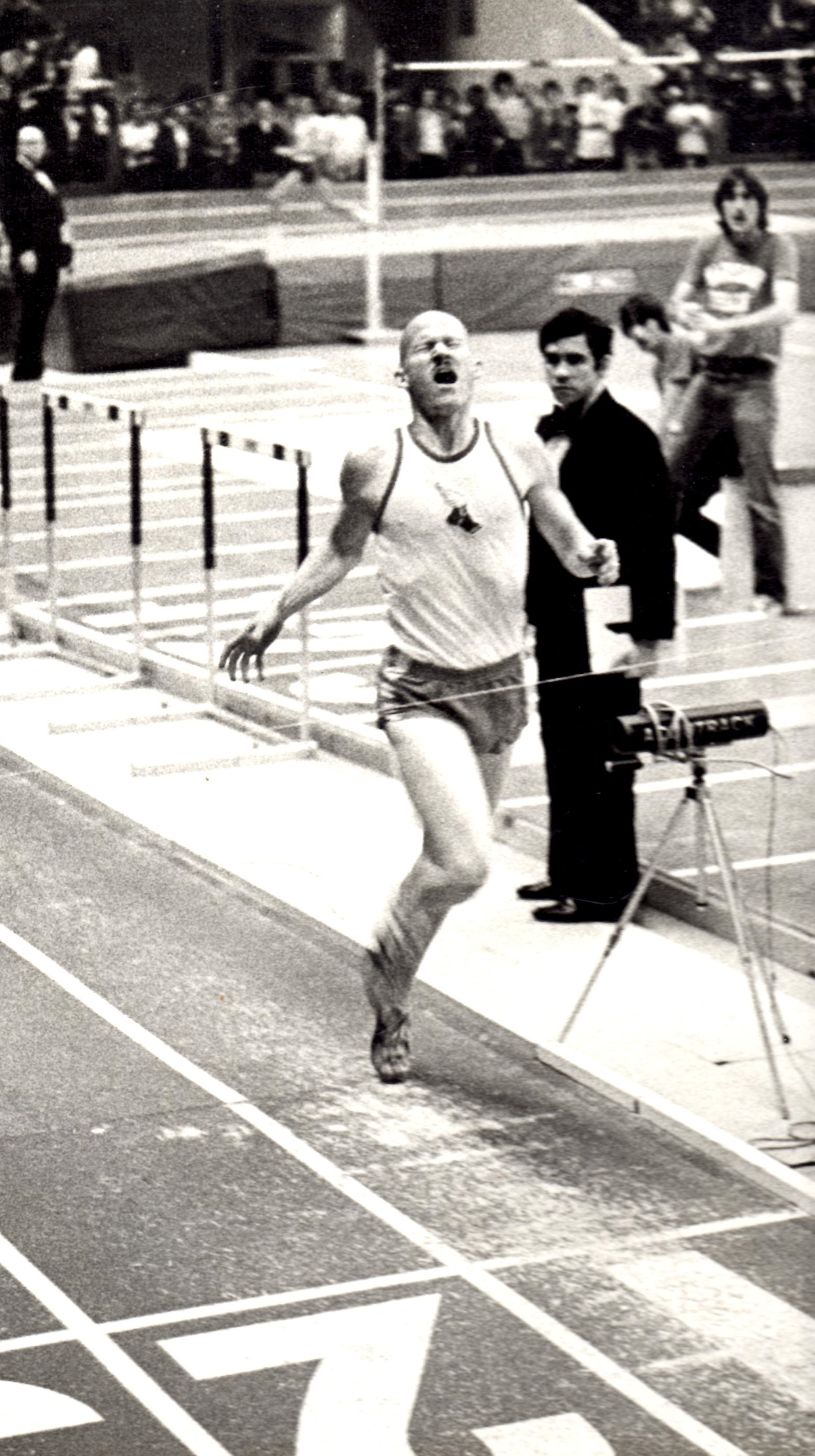
Richard Buerkle – ausgeschieden als Neunter des dritten Vorlaufs
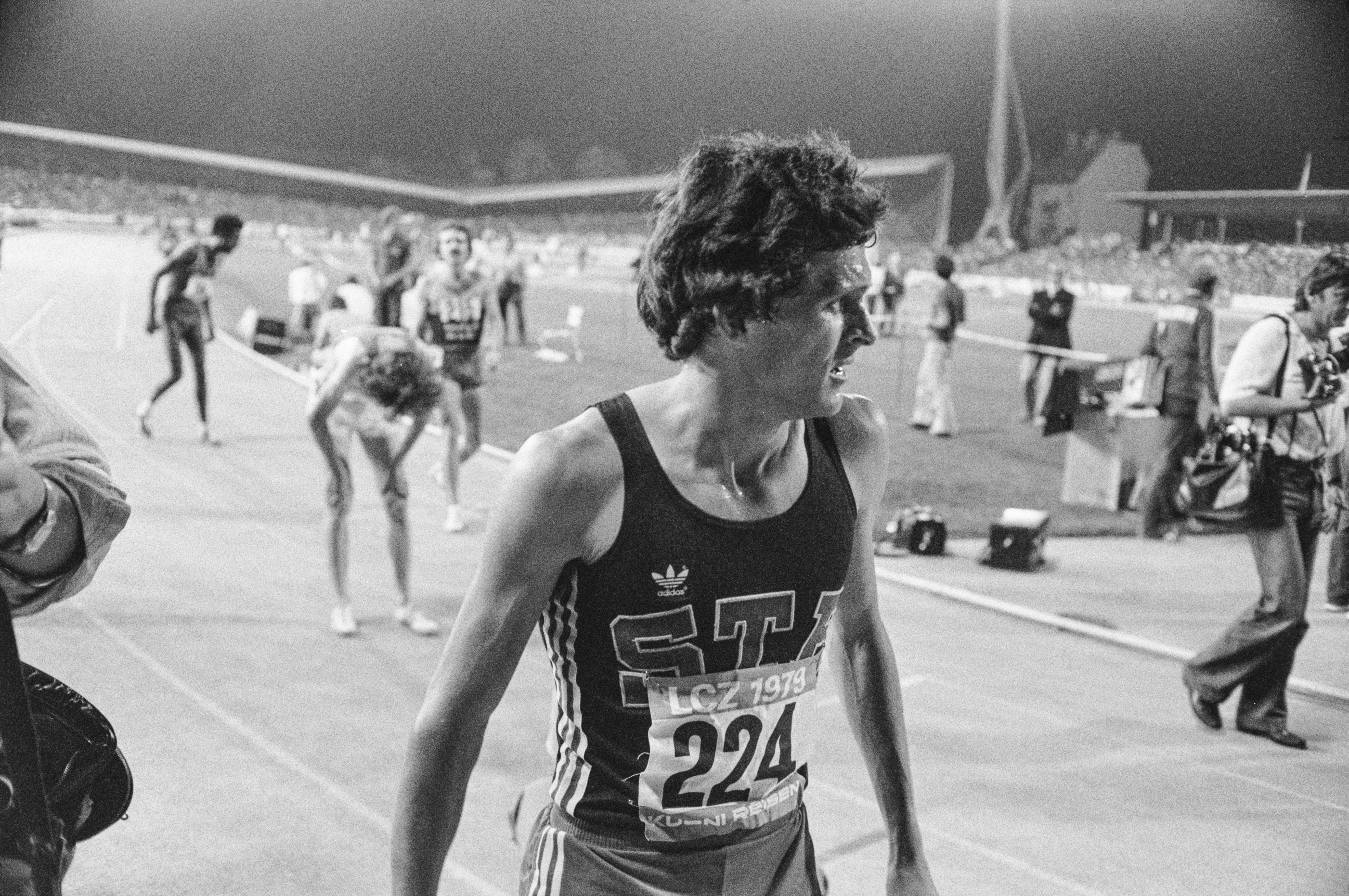
Markus Ryffel – ausgeschieden als Elfter des dritten Vorlaufs

| Platz | Name                  | Nation         | Zeit         | Anmerkung |
| ----- | --------------------- | -------------- | ------------ | --------- |
| 1     | Brendan Foster        | Großbritannien | 13:20,34 min | OR        |
| 2     | Rod Dixon             | Neuseeland     | 13:20,48 min |           |
| 3     | Knut Kvalheim         | Norwegen       | 13:20,60 min |           |
| 4     | Enn Sellik            | Sowjetunion    | 13:20,81 min |           |
| 5     | Detlef Uhlemann       | BR Deutschland | 13:21,08 min |           |
| 6     | Aniceto Simões        | Portugal       | 13:21,93 min |           |
| 7     | Lasse Orimus          | Finnland       | 13:23,43 min |           |
| 8     | Marc Smet             | Belgien        | 13:23,76 min |           |
| 9     | Richard Buerkle       | USA            | 13:29,01 min |           |
| 10    | Jacky Boxberger       | Frankreich     | 13:36,94 min |           |
| 11    | Markus Ryffel         | Schweiz        | 13:46,08 min |           |
| DNS   | Shetwy Al-Bishy       | Saudi-Arabien  |              |           |
| DNS   | José Andrade da Silva | Brasilien      |              |           |
| DNS   | Mohamed Benbaraka     | Marokko        |              |           |

## Finale

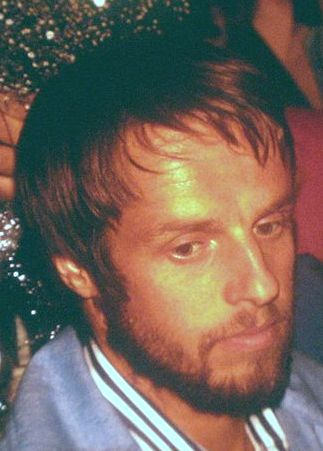
Olympiasieger Lasse Virén

Datum: 30. Juli 1976, 17:15 Uhr
| Platz | Name                    | Nation         | Zeit         |
| ----- | ----------------------- | -------------- | ------------ |
| 1     | Lasse Virén             | Finnland       | 13:24,76 min |
| 2     | Dick Quax               | Neuseeland     | 13:25,16 min |
| 3     | Klaus-Peter Hildenbrand | BR Deutschland | 13:25,38 min |
| 4     | Rod Dixon               | Neuseeland     | 13:25,50 min |
| 5     | Brendan Foster          | Großbritannien | 13:26,19 min |
| 6     | Willy Polleunis         | Belgien        | 13:26,99 min |
| 7     | Ian Stewart             | Großbritannien | 13:27,65 min |
| 8     | Aniceto Simões          | Portugal       | 13:29,38 min |
| 9     | Knut Kvalheim           | Norwegen       | 13:30,33 min |
| 10    | Detlef Uhlemann         | BR Deutschland | 13:31,07 min |
| 11    | Enn Sellik              | Sowjetunion    | 13:36,72 min |
| 12    | Paul Geis               | USA            | 13:42,51 min |
| 13    | Pekka Päivärinta        | Finnland       | 13:46,61 min |
| DNF   | Boris Kusnezow          | Sowjetunion    |              |

Der mit Blutdopingvorwürfen konfrontierte Olympiasieger von 1972, Lasse Virén, der vier Tage zuvor erfolgreich seinen Olympiasieg über 10.000 Meter wiederholt hatte, strebte an, als erster Athlet das Double über 5000 und 10.000 Meter ein zweites Mal zu erreichen. Bereits im Vorlauf hatte der Brite Brendan Foster mit 13:20,34 min einen neuen olympischen Rekord aufgestellt. Diese Zeit wurde im Finale nicht erreicht, dort wurde das Tempo nach flottem Beginn und verlangsamtem Mittelteil erst am Ende wieder richtig schnell. Neben Virén und Foster gab einen größeren Kreis von Medaillenanwärtern. Zu ihnen gehörten die beiden Neuseeländer Dick Quax und Rodney Dixon, mit Ian Stewart ein weiterer Brite – er war Europameister 1969 – sowie auch der Bundesdeutsche Klaus-Peter Hildenbrand, der im Olympiajahr eine Topzeit gelaufen war.
Im Finale ging Foster früh in Führung, hinter ihm Stewart. Bei zweitausend Metern – Zwischenzeit 5:26,39 min – übernahm Virén für die nächsten tausend Meter die Spitze. Fünf Runden vor dem Ende – Zwischenzeit 3000 Meter: 8:16,23 min – ging wieder Foster nach vorne. Das Feld war noch komplett zusammen. Nach weiteren 400 Metern setzte sich Hildenbrand an die Spitze, bevor knapp 1100 Meter vor dem Ziel Virén wieder das Kommando übernahm. Die 4000-Meter-Marke wurde in 10:55,41 min durchlaufen. In der vorletzten Runde stürzte der an siebter Stelle liegende sowjetische Läufer Boris Kusnezow, wodurch eine Lücke zu den sechs Läufern vorne entstand. Der Portugiese Aniceto Simões konnte noch einmal aufschließen, sodass eine Gruppe von sieben Läufern mit Virén an der Spitze in die letzte Runde ging. In der Zielkurve kamen noch vier Athleten für die Medaillen in Frage. Virén wurde attackiert von Hildenbrand, dahinter kämpften Quax, Dixon und Foster. So ging es in die Zielgerade. Lasse Virén war auch in diesem Rennen der Schnellste und wurde Olympiasieger. Dick Quax arbeitete sich auf den zweiten Platz vor und gewann die Silbermedaille. Auf dem Bronzeplatz lag kurz vor dem Ziel Rodney Dixon. Doch mit den letzten Schritten stürmte Klaus-Peter Hildenbrand noch an ihm vorbei. Er stürzte, hatte jedoch das Ziel erreicht und gewann die Bronzemedaille. Die letzte Runde wurde in ca. 55 Sekunden gelaufen.
Anhand der Zwischenzeiten wird die Entwicklung des Rennens deutlich:
- erster/zweiter 1000-Meter-Abschnitt: durchschnittlich ca. 2:43,2 min
- dritter 1000-Meter-Abschnitt: 3:09,7 min
- vierter 1000-Meter-Abschnitt: 2:39,4 min
- fünfter 1000-Meter-Abschnitt: 2:29,3 min

Bis zur 2000-Meter-Marke wurde sehr zügig gelaufen, dann verlangsamte sich das Tempo drastisch. Mit der Führung durch Hildenbrand wurde es wieder richtig schnell. Auf den letzten 1000 Metern forcierten die Läufer noch einmal enorm.

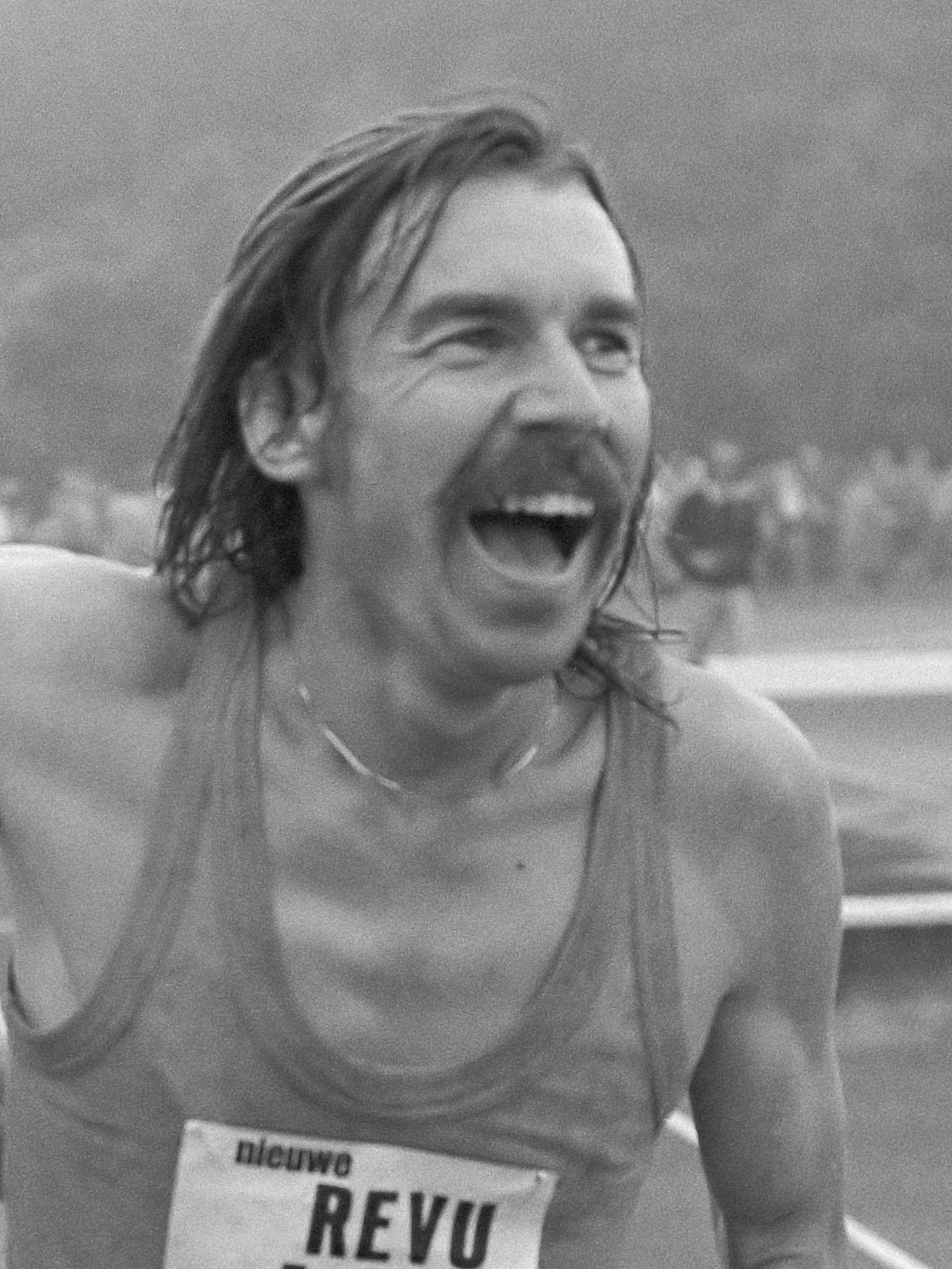
Silbermedaillengewinner Dick Quax
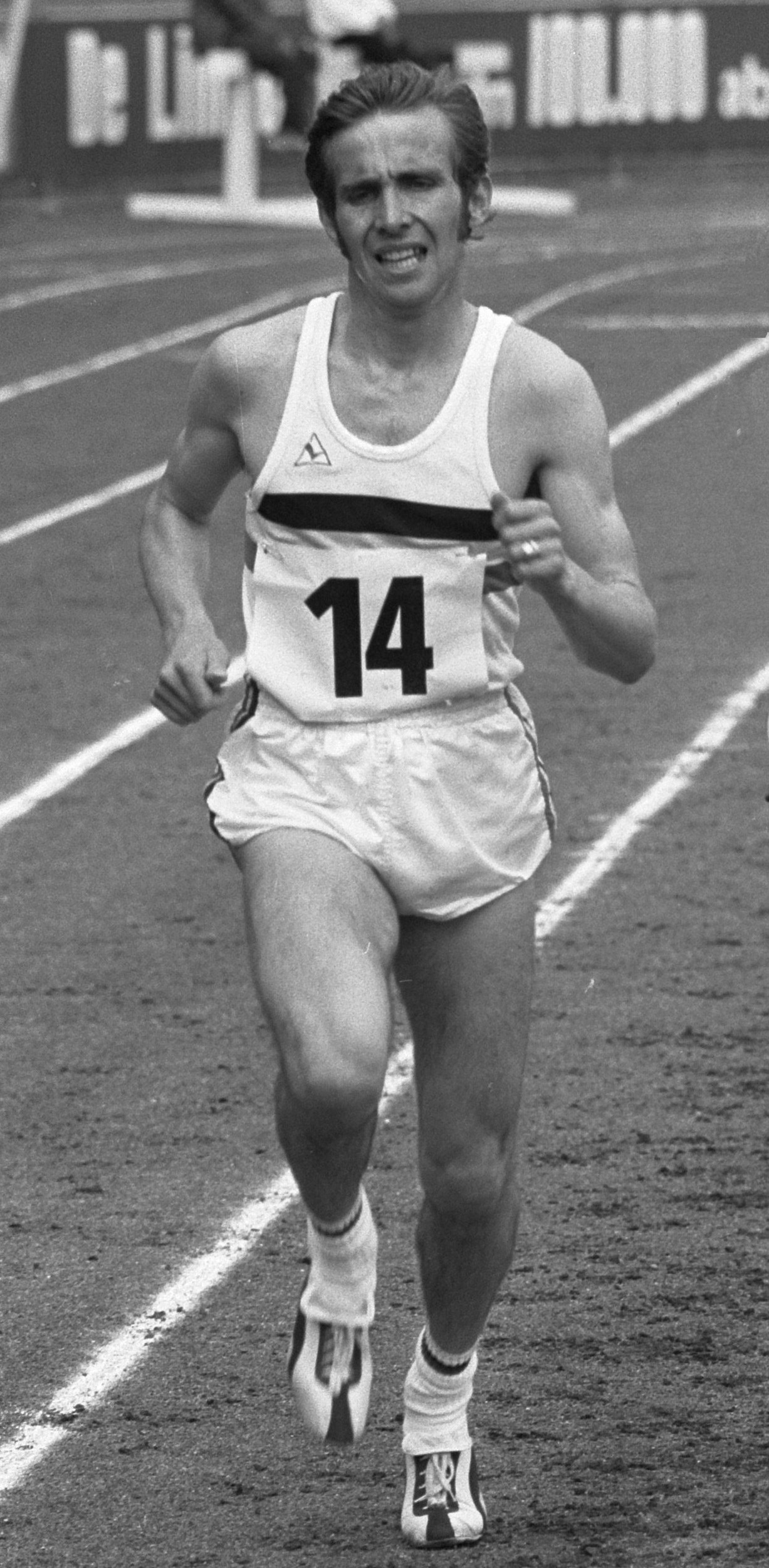
Der sechstplatzierte Belgier Willy Polleunis
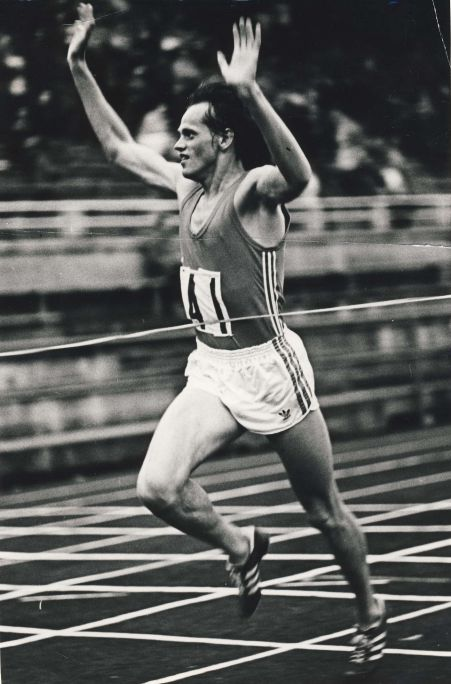
Rang elf für Enn Sellik

## Videolinks
- 1976 Montreal Olympics 5000m from Arthur Lydiard, youtube.com, abgerufen am 9. Oktober 2021
- Kiwi's 1976 - 5000m Final, youtube.com, abgerufen am 9. Oktober 2021
- Olympics - 1972 Munich & 1976 Montreal - Track - Mens 5K & 10K - FIN Lasse Virein imasportsphile, youtube.com, abgerufen am 9. Oktober 2021
- 1976 Olympics 5000m, youtube.com, abgerufen am 12. Dezember 2017